# University Place
University Place – miasto w Stanach Zjednoczonych, w stanie Waszyngton, w hrabstwie Pierce.